# Korporierter

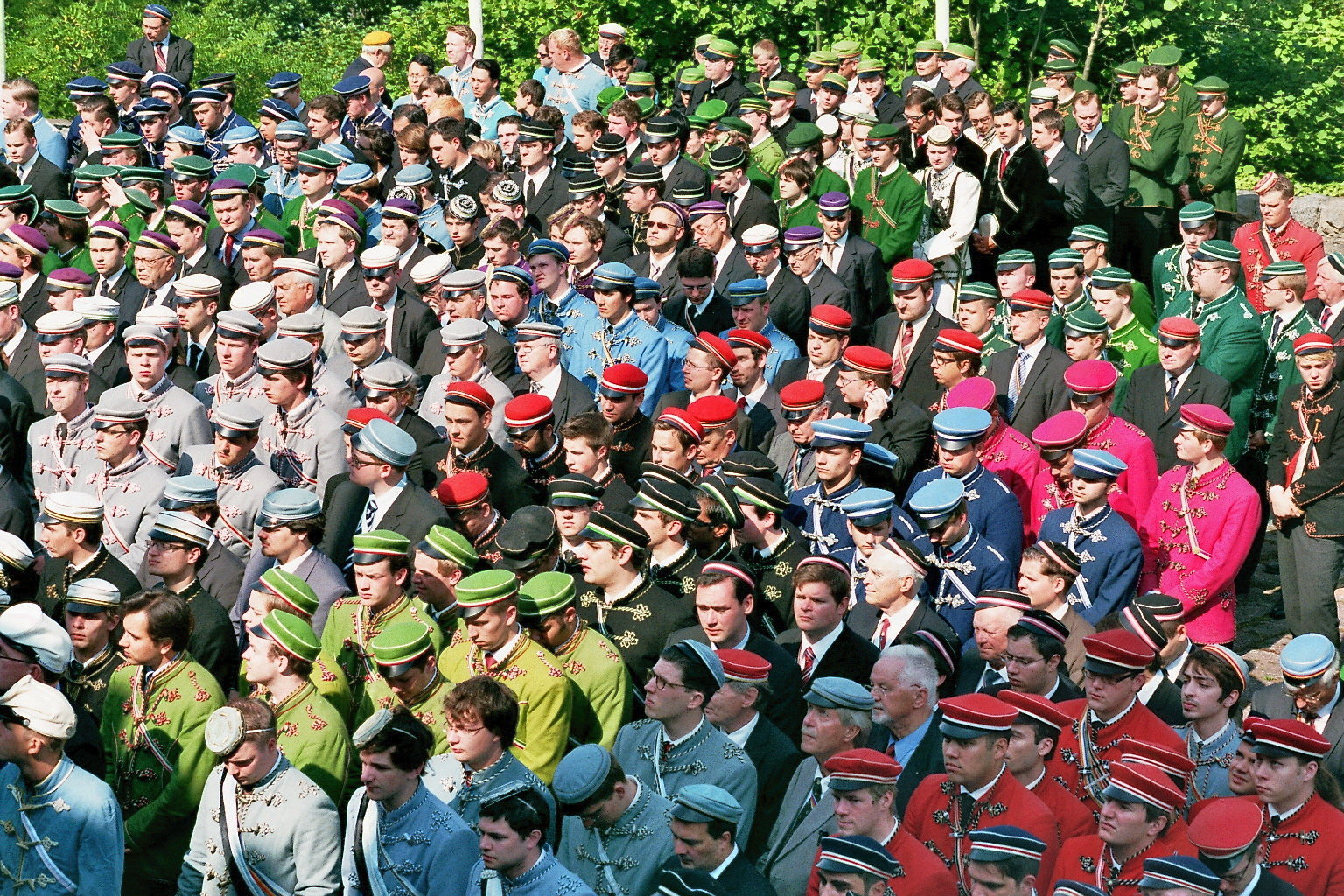
Weinheimer Corpsstudenten (2011)

Als Korporierter wird ein Mitglied einer Studentenverbindung bezeichnet. Der Begriff umfasst sowohl die Aktiven und Inaktiven als auch die Alten Herren.

## Anteil
Zum Anteil der Korporierten an der Studentenschaft gibt es keine einschlägigen Forschungen; man kann aber davon ausgehen, dass vor 1914 im Reichsdurchschnitt knapp 50 % der Studenten korporiert waren. Dabei gab es starke Differenzen zwischen den Hochschulorten. Größere Hochschulstädte wie München, Berlin oder Leipzig verzeichneten einen niedrigeren Korporierungsgrad als kleinere Städte wie Tübingen, Bonn oder Marburg. In den 1920er Jahren gab es Spitzenwerte von bis zu 60 %. In Westdeutschland gab es Anfang der 1960er Jahre noch einmal einen Spitzenwert von 20 %.

## Siehe auch

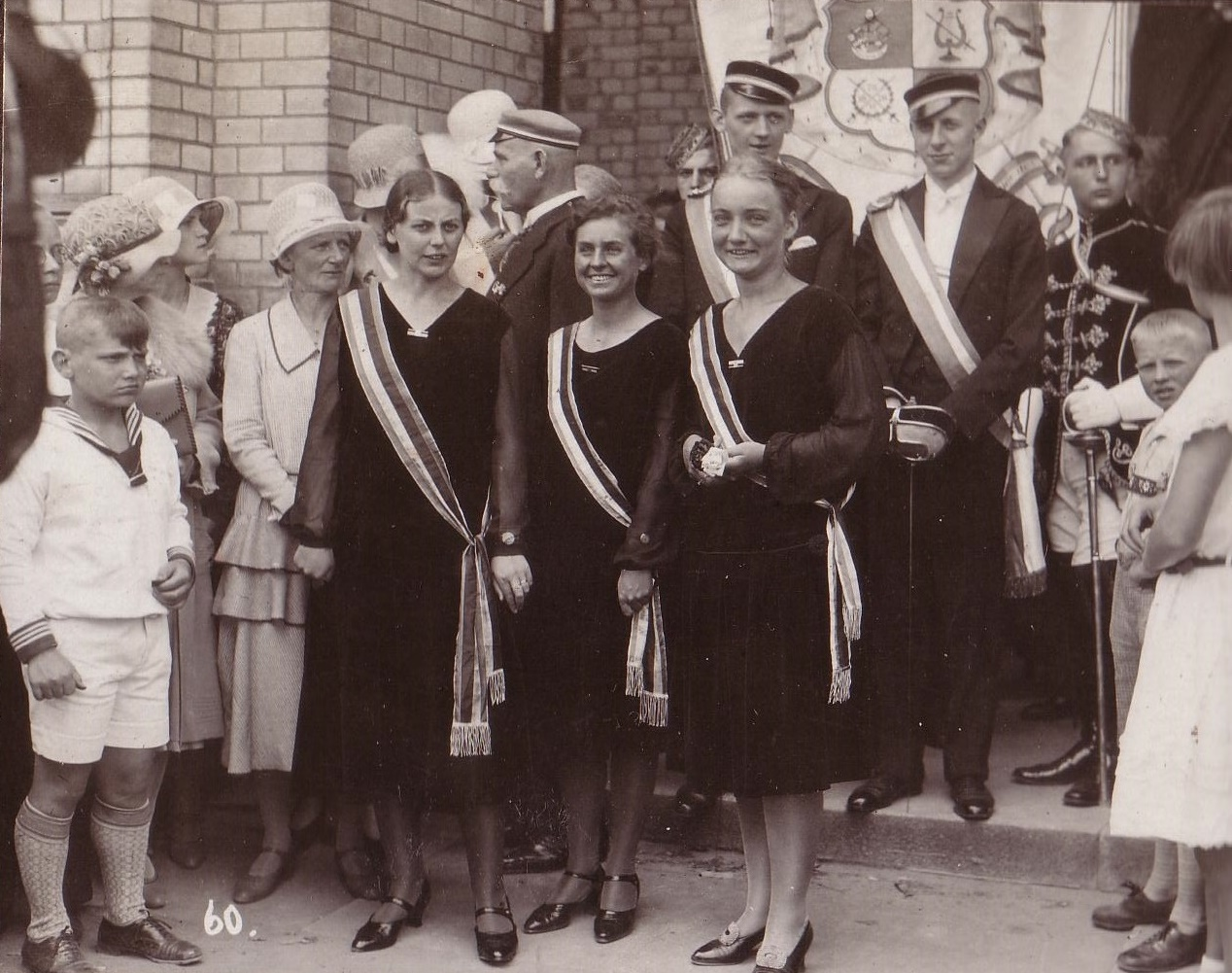
Regiomontana (Königsberg, 1930)

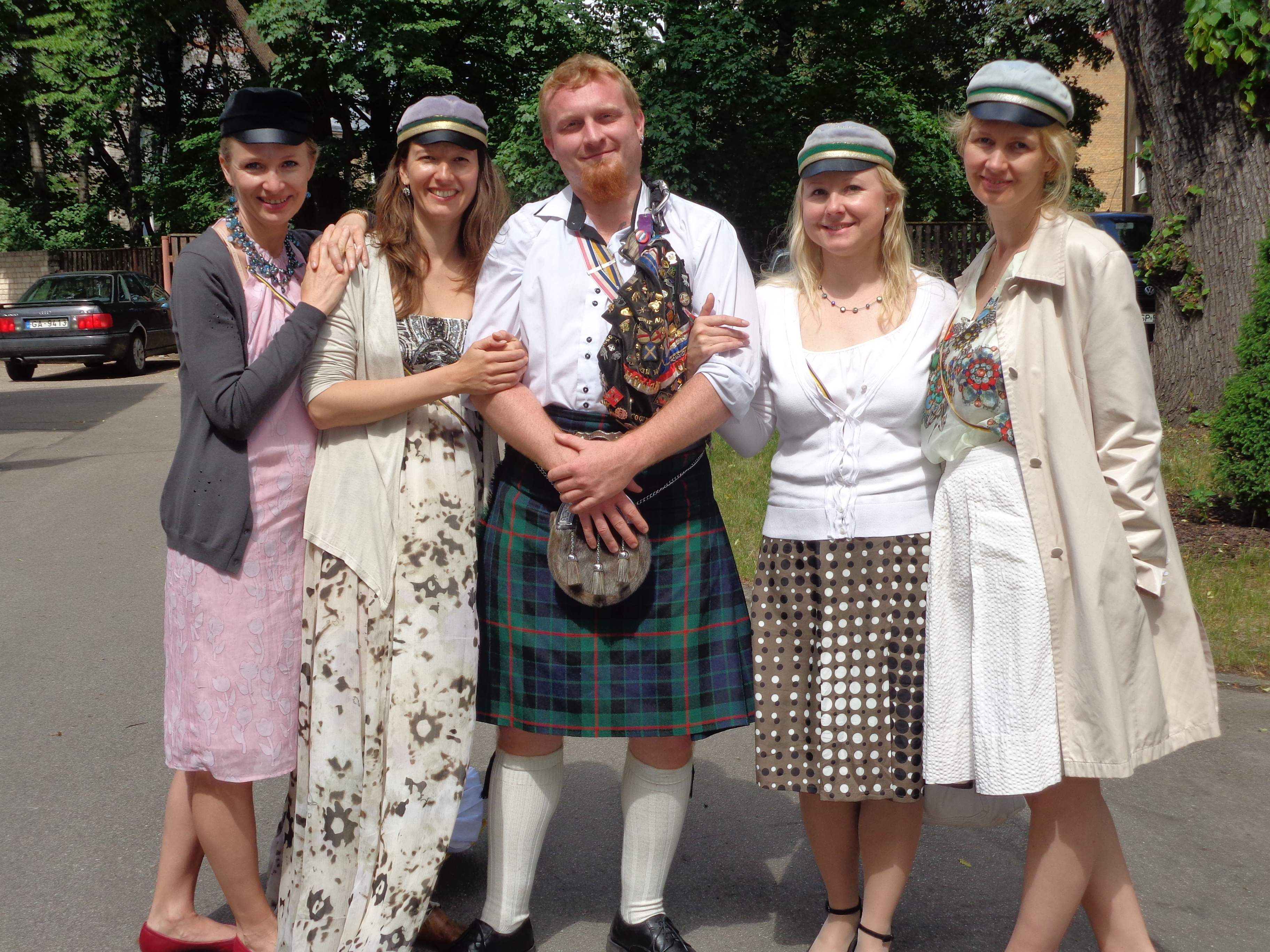
Korporierte in Riga (2014)

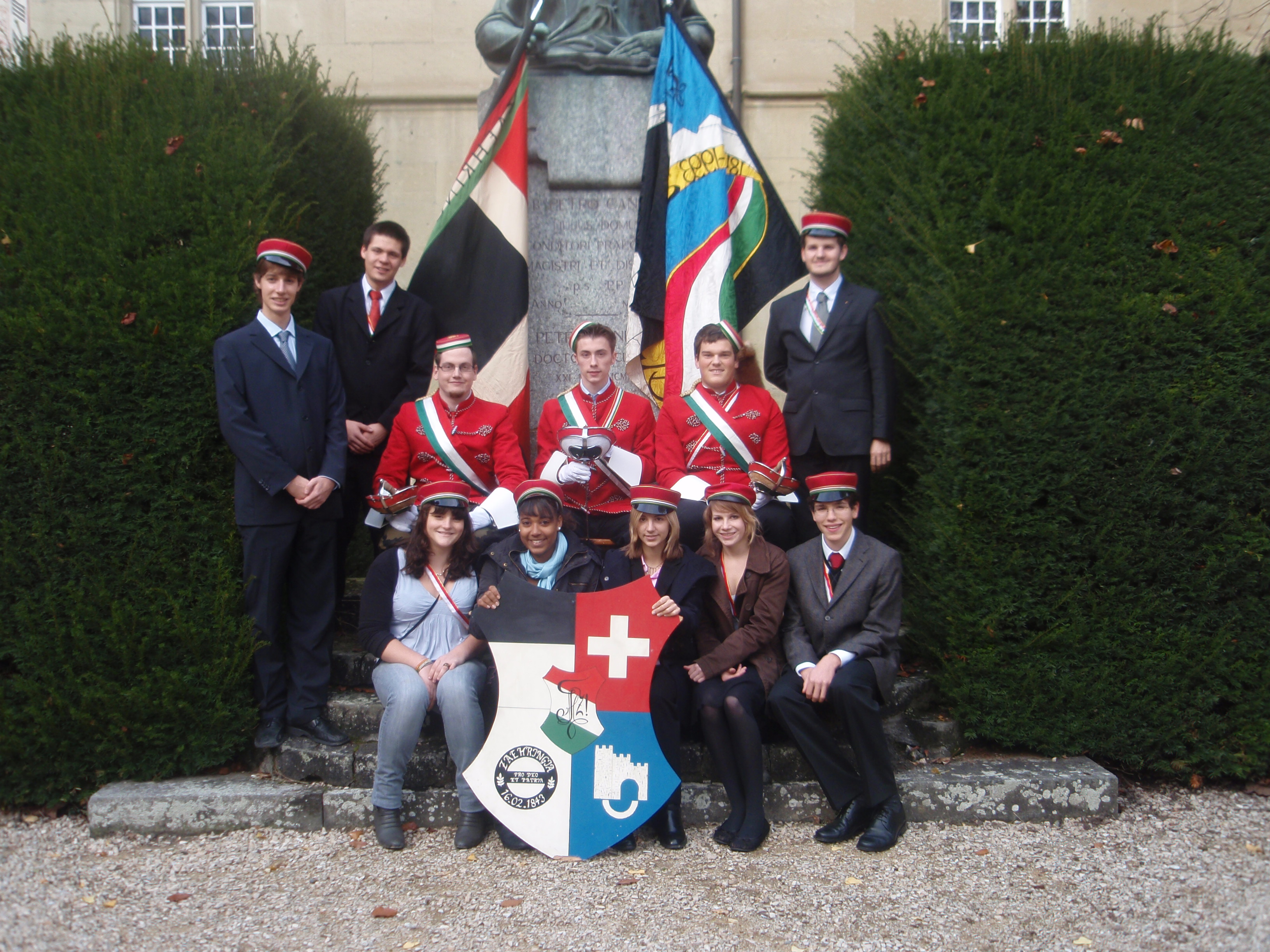
GV Zaehringia (2009)